# ATS (automat kasjerski)
Automat kasjerski (inne nazwy: dyspenser kasjerski) – urządzenie przeznaczone do wspomagania pracy kasjera (ang. Teller assist unit, Teller Cash Dispenser/Recycler). Jego rolą jest bezpieczne przechowywanie gotówki oraz jej wydawanie lub przyjmowanie na rejestrowane zlecenie z systemu bankowego.

## Budowa
Pod względem budowy automaty kasjerskie przypominają bankomaty, z tą jednakże różnicą, że nie posiadają interfejsu, który pozwala na bezpośrednią realizację operacji przez np. ekran i klawiaturę. Wszystkie zlecenia są realizowane na podstawie operacji przesyłanych przez kasjera z systemu bankowego.
Najważniejszą częścią urządzenia jest sejf, który służy do zabezpieczania środków pieniężnych w nim zdeponowanych (banknoty lub monety). Ze względu na regulacje prawne, urządzenia instalowane w bankach muszą być uprzednio certyfikowane pod względem klas bezpieczeństwa (norma PN-EN 1143-1:2006).
Wszystkie urządzenia muszą być wyposażone w czujniki alarmowe oraz zabezpieczenie przed nieautoryzowanym otwarciem drzwi sejfu.
Wewnątrz sejfu umieszczone są kasety (lub bębny) przechowujące gotówkę w sposób uporządkowany, tzn. posortowane nominałowo. W celu wyprowadzania gotówki na zewnątrz sejfu każde tego typu urządzenie wyposażone jest w mechaniczną drogę transportową, zbudowaną z zestawu podajników, wind lub pasków transportowych (zależnie od konkretnego rozwiązania).
Urządzenia posiadające funkcje depozytowe posiadają dodatkowo skaner banknotów, który pozwala na rozpoznanie najważniejszych cech przyjmowanych środków pieniężnych (klasyfikacja pod względem jakości, autentyczności oraz rozpoznawanie nominałów i walut). Część urządzeń posiada funkcję przeliczania banknotów różnych walut bez wprowadzania ich do sejfu. Podczas przeliczania banknoty są weryfikowane podobnie jak podczas wpłaty.

## Rodzaje automatów
Automaty kasjerskie można podzielić ze względu na funkcjonalność na:
- automaty monofunkcyjne (służące jedynie do wypłat banknotów), tzw. klasyczne dyspensery kasjerskie
- automaty z zamkniętym obiegiem gotówki (posiadające funkcje wpłaty oraz wypłaty banknotów), tzw. recyklery, kasjerskie automaty recyklingowe

Obecnie stosuje się już prawie wyłącznie recyklery kasjerskie. W niektórych projektach wykorzystywane są również dodatkowe automaty obsługujące bilon, ale na ogół do obsługi monet stosowane są multisejfy.

## Producenci i modele
Na rynku polskim głównymi dostawcami automatów kasjerskich są: firma Diebold-Nixdorf, oraz Talemax (we współpracy z firmami Sygnity oraz Systemy Zabezpieczeń Bankowych). W swojej ofercie automaty tego typu mają również Globe, Kłos oraz Bankomat.
Urządzenia oferowane przez poszczególne firmy:
- Diebold-Nixdorf: Cineo 6030, Cineo 6020, Cineo 6010, ProCash 6000xe, ProCash 6100xe, ProCash 5000 (monofunkcyjny)
- Talemax: urządzenia japońskiej firmy Glory: Vertera 5G, Vertera 6G, TCD 9010
- Kłos: urządzenia chińskiej firmy GRG
- Bankomat: urządzenia włoskiej firmy CIMA m.in. CDS707, SDM 503, SDM 503R

Obecnie automaty kasjerskie są bardzo często stosowane w projektach reorganizacji placówek bankowych.